# Езрас (Нерсисян)
Архиепископ Езрас (в миру Мкртич Григорьевич Нерсисян, арм. Մկրտիչ Գրիքորի Ներսիսյան; 30 октября 1959, село Воскеат, Эчмиадзинский район, Армянская ССР) — патриарший экзарх, глава Российской и Ново-Нахичеванской епархии Армянской Апостольской Церкви. Родной брат Католикоса всех армян Гарегина II.

## Биография
Родился 30 октября 1959 года в селе Воскеат Эчмиадзинского района Армянской ССР в крестьянской семье. Предки были выходцами из области Тарон (близ города Муш) Западной Армении.
В 1977 году окончил местную среднюю школу. В 1978—1980 годах служил в Советской армии.
В 1980 поступил в Духовную семинарию Геворгян Эчмиадзинского католикосата, которую окончил с отличием в 1984 году.
В 1984 был рукоположён во диаконы. В 1985 годы рукоположён в иеромонахи.
В 1984—1986 годах преподавал в семинарии Геворгян Эчмиадзинского католикосата дисциплины «Введение в Ветхий и Новый Завет».
В 1986—1988 годах учился в аспирантуре Ленинградской духовной академии Русской Православной Церкви.
С 1988 года назначается настоятелем церквей святой Екатерины и святого Воскресения Армянской Апостольской церкви Санкт-Петербурга и становится, таким образом, духовным пастырем армян города. С 1993 года руководил изданием ежемесячной двуязычной газеты «Аватамк» («Веруем»).
С 1994 года — викарий главы Ново-Нахичеванской и Российской епархии Армянской апостольской церкви по северо-западу России и странам Балтии.
В октябре 2000 года назначен главой Ново-Нахичеванской и Российской епархии Армянской апостольской церкви, Патриарший экзарх в России. Назначение архиепископа Езраса главой епархии вызвало ревность и противостояние у бывшего Епископа Тирана, который был отстранен от занимаемой должности за нарушение канонов и правил Армянской Апостольской Церкви. Бывший епископ Тиран, оскорбленный тем, что его лишили должности, открыто заявил о создании раскольничьей организации под названием "Объединения Армянский Апостольских Церквей Москвы", не подчиняющегося структуре самой Армянской Апостольской Церкви и католикосу Гарегину II.  За этим последовало лишение сана епископа Тирана за его анти-церковную деятельность и возвращении ему его мирского имени.
В 2000 году в Эчмиадзинском монастыре защищает диссертацию на тему «История армянской общины Санкт-Петербурга» и получает степень архимандрита.
В 2001 году по его благословению была отреставрирована армянская церковь в г. Таллин (Эстония).
8 февраля 2001 года, архиепископ Езрас Нерсисян основывает армянскую религиозную общину в г. Калининград. Строится церковь Сурб Степанос, возводятся здание армянского национально-культурного центра, воскресной школы, открывается молодежный центр, строится пастырский дом, здание благотворительной трапезной, где готовится еда для малообеспеченных семей.
6 апреля 2001 года архиепископ Езрас Нерсисян основывает армянскую религиозную общину в городе Владивосток, где с благословения архиепископа восстанавливается старая армянская церковь, построена школа, библиотека, создан молодежный центр.
3 мая 2001 года архиепископ Езрас Нерсисян основывает армянскую религиозную общину в селе Большие Салы Ростовской области, где с этого момента начинается восстановление старинной армянской церкви Сурб Аствацацин, восстановление которой полностью завершается 2008 году, когда Его Святейшество и Верховный Патриарх Католикос всех армян Гарегин Второй совершил обряд освящения церкви
28 мая 2001 года, архиепископ основал армянскую религиозную общину в городе Орел.
25 октября 2001 года архиепископ Езрас Нерсисян основывает армянскую религиозную общину в городе Выборг.
26 ноября 2001 года, в рамках празднования 1700-летия принятия христианства Арменией как государственной религии, архиепископ Езрас Нерсисян совершил обряд освещения церкви Сурб Рипсиме в городе Астрахань, построенная по его благословению. 3 октября 2010 года архиепископ Езрас при участии настоятеля церкви Себеоса Галачяна совершил освящение Святого Престола и креста колокольни церкви Сурб Рипсиме.
3 декабря 2001 года основывает армянскую религиозную общину в г. Уфа. Открывается школа
24 декабря 2001 года, архиепископ Езрас Нерсисян основал армянскую религиозную общину в городе Всеволожск. Церковь была освящена в 2003 году в предводительстве Католикоса всех армян Гарегина Второго, и при участии Патриарха Всея Руси Кирилла, епископа Езраса Нерсисяна, губернатора Ленинградской области Валерии Сердюкова, главы города Всеволожск Игоря Самохина. При церкви были построены школа, библиотека, культурный центр, молодежный центр, женский совет.
22 марта 2002 года, архиепископ основал армянскую религиозную общину в городе Пермь. 21 июня 2008 году был освящен фундамент церкви.
26 июня 2002 года, архиепископ Езрас Нерсисян основывает армянскую религиозную общину в городе Екатеринбург. Его Святейшество Католикос всех армян Гарегин Второй утверждает эскизы будущей церкви, строительство которого завершается в 2006 году и освящается архиепископом Езрасом. При церкви открываются школа, культурный центр, библиотека, молодежный центр.
10 ноября 2002 года архиепископ Езрас Нерсисян освятил основы церкви Сурб Рипсиме в Барнауле , строительство которого завершилось в 2008 году. При церкви были построены церковный дом, библиотека, воскресная школа, создано молодежное объединение.
18 декабря 2002 года, архиепископ основал армянскую религиозную общину в селе Малые Салы, Ростовской области. Реставрирована старинная армянская церковь в селе.
31 декабря 2002 года, архиепископ основал армянскую религиозную общину в городе Волгоград. К 2003 году была построена церковь Сурб Геворг, школа, библиотека, создан молодежный союз, построено здание притчевого дома. В 2013 архиепископ основал в городе вторую армянскую церковь.
С 2002 года — член совета при президенте РФ по взаимодействию с религиозными объединениями.
18 января 2003 года основал армянскую религиозную общину в г. Тверь. Построены церковь, школа, библиотека, культурный центр.
24 марта 2003 года, архиепископ основывает армянскую религиозную общину в городе Иваново. В 2013 году строится церковь.
15 мая 2003 года, архиепископ Езрас Нерсисян освятил еще один армянский храмовый комплекс, построенный на этот раз в городе Красноярск. При церкви построены школа, библиотека.
20 июня 2003 года, архиепископ основал армянскую религиозную общину в г. Саратов. Построены церковь, школа, культурный центр.
26 июня 2006 года основал армянскую религиозную общину в г. Стерлитамак (Башкирия), освятил церковь Сурб Нерсес, при которой был построен приют для детей-сирот.
В 2004 году с благословения архиепископа строится армянская церковь в г. Иркутск, возводятся библиотека, музей, школа, армянский национальный дом.
В том же 2004 году архиепископ основал армянскую религиозную общину в городе Минск (Беларусь). Построена и освящена им церковь, школа, музей и библиотека.
6 августа 2004 года, архиепископ основал армянскую религиозную общину в городе Магнитогорск. 19 сентября 2004 года он освятил фундамент новой церкви в городе.
24 августа 2004 года архиепископ основывает армянскую религиозную общину в городе Владимир, строится церковь, школа, библиотека, создается молодежный центр.
В 2005 году основал армянскую религиозную общину в Улан-Удэ, основывается армянская типография, в который издается армянская газета "Крунк", основываются культурные центры, школа, библиотека.
13 октября 2005 года, архиепископ основал армянскую религиозную общину в городе Оренбург. В том же году были заложены основы церкви, школы, культурного центра.
В 2006 году с благословения архиепископа Езраса Нерсисяна была построена церковь Сурб Карапет в городе Алма-Аты. Освещение церкви было совершено в том же году архиепископом Езрасом и священником Геворгом Варданяном. В 2010 году при церкви была открыта армянская школа.
В том же 2006 году, архиепископ утвердил новый план строительства Армянского храмового комплекса в Москве. Строительство завершилось в 2011 году.
12 января 2007 года, он основал армянскую религиозную общину в г. Ташкент (Узбекистан). По инициативе архиепископа построена новая церковь, школа, культурный центр.
16 марта 2007 году, архиепископ основал армянскую религиозную общину в Нерехетском муниципальном районе Костромской области, созданы культурный центр и школа
3 августа 2007 года основал армянскую религиозную общину в г. Томск.
29 декабря 2009 года основана религиозная община в г. Шахты. Построена церковь.
28 мая 2008 года, архиепископ основал армянскую религиозную общину в городе Новокузнецк, Кемеровской области. Построена церковь Сурб Григор Лусаворич. Построены школа, культурный центр, библиотека.
8 июля 2008 года по благословению архиепископа Езраса Нерсисяна основывается армянская религиозная община в городе Брянск
17 августа 2008 года, архиепископ Езрас Нерсисян основал армянскую религиозную общину в г. Нижний Новгород, построены церковь, культурный центр, школа.
28 августа 2008 года архиепископ Езрас Нерсисян основал армянскую религиозную общину в городе Вологда, заложена основа церкви.
20 октября 2008 года, архиепископ основал армянскую религиозную общину в городе Омск. Построены культурный центр, школа, библиотека.
В 2009 году, архиепископ Езрас Нерсисян, основал армянскую религиозную общину в городе Курск.
В том же году с благословения архиепископа Езраса Нерсисяна, начались восстановительные работы церкви, школы, культурного центра в городе Самарканд (Узбекистан).
2 марта 2009 года он основал армянскую религиозную общину в г. Тамбов, построена церковь, школа, культурный центр.
7 апреля 2009 года, архиепископ основал армянскую религиозную общину города Новосибирск. Построены школа, культурный центр.
21 мая 2009 года, освятил новый алтарь церкви Сурб Амбарцум в селе Чалтырь,Ростовской области. Была проведена работа по реставрации церкви и реконструкции близлежащей территории.
15 апреля 2009 года, архиепископ основал армянскую религиозную общину в городе Самара. 17 ноября 2003 года он освятил новую церковь. Созданы союз молодежи, женский союз, армянский дом, школа.
По инициативе архиепископа Езраса Нерсисяна, в 2010 году власти Москвы предоставили для ААЦ участок под строительство церкви на территории мемориального комплекса Поклонной горы.
13 января 2011 года основа армянская религиозная община в г. Якутск. Построены церковь, школа, культурный центр.
3 мая 2011 году, основал армянскую религиозную общину в г. Сургутт, основы церковь и культурный центр.
29 мая 2011 году, архиепископ освящает новую церковь Сурб Арутюн в г. Ростов-на-Дону, построенную на месте разрушенной в начале XX века старинной армянской церкви.
15 июля 2011 года основал армянскую религиозную общину в городе Череповец. Открыты детский сад, школа, библиотека.
14 сентября 2011 года архиепископ Езрас Нерсисян основал армянскую религиозную общину в городе Балашиха, Московской области.
3 октября 2011 года, архиепископ основал армянскую религиозную общину в городе Рязань. Построены школа, культурный центр, в том же году утвержден проект церкви.
10 февраля 2012 года основана религиозная община армян в селе Шаумян, Ростовской области.
13 марта 2012 года основывает армянскую религиозную общину в г.Ульяновск, строится церковь.
13 июня 2012 года, архиепископ Езрас Нерсисян основал армянскую религиозную общину в городе Канаш (Чувашия). 12 октября 2012 года, Его Святейшество Католикос всех армян Гарегин Второй, утвердил проект церкви, школы, музея и библиотеки.
12 июля 2012 года архиепископ Езрас Нерсисян основал армянскую религиозную общину в городе Благовещенск, где была открыта первая в Амурской области армянская школа им. Святого Месропа Маштоца.
24 августа 2012 года, архиепископ Езрас Нерсисян основывает армянскую религиозную общину в городе Казань, начинается строительство церкви и школы.
17 сентября 2013 года католикос Гарегин II на церемонии освящения кафедрального храма Российской и Ново-Нахичеванской Епархии, высоко оценив «всестороннюю деятельность и ревностное служение» епископа Езраса, присвоил ему титул архиепископа и вручил епископскую панагию с изображением армянского алфавита.
В июле 2013 году архиепископ Езрас Нерсисян зарегистрировал религиозную организацию в городе Балаково, Саратовской области, где были проведены работы по строительству школы, детского садика и часовни.
В 2019 году Русская служба Би-би-си писала о глубоком кризисе в возглавляемой им епархии. Многие из храмов стояли пустыми. Отмечалось, что это системная проблема отношений с церковным начальством. Однако, по утверждению гильдии адвокатов России, которая провела расследование, данный репортаж был политическим заказом заинтересованных лиц, и преследовал цель нанести урон репутации Армянской Церкви, получив за это денежные вознаграждения.
За годы своей службы в должности главы Российской и Ново-Нахичеванской епархии, архиепископ Езрас Нерсисян, увеличил число действующих церквей ААЦ в 10 раз, с 8 приходов в 1999 году, до 87 приходов в 2023 году, открыл первое за последние 200 лет в России высшее армянское учебное заведение - семинарию им. Святого Нерсеса Шнорали в Санкт-Петербурге, свыше 60 армянских школ, 43 культурных центра, библиотек, музеев. В построенном при архиепископе Езрасе Армянском храмовом комплексе Москвы, действуют научно-исследовательские центры, гимназия, школа, музей и другие структуры, ежегодно издаются десятки наименований книг, журналов, сотни научных статей, касаемых армянской истории и культуры. По совместному заявлению совета историков научно-исследовательского центра Арменоведения, куда входят 35 докторов исторических наук:
```
"вклад Архиепископа Езраса Нерсисяна в развитии армянской науки, культуры , просвещении и духовной жизни, имеет поистине историческое значение, масштабы которого еще предстоит осознать будущим поколениям армянского народа" 
[
39
]
```

## Награды
- Орден Святого благоверного князя Даниила Московского III степени Русской православной церкви (1995) г.
- Титул «Почетный гражданин Санкт-Петербурга и стран Балтии» за особые заслуги перед Российским Отечеством в духовном развитии (1997 г.)
- Медаль ордена «За заслуги перед Отечеством» II степени (18 декабря 2001 года) — за высокие достижения в производственной деятельности, большой вклад в укрепление дружбы и сотрудничества между народами[40][41]
- Медаль министерства юстиции РФ (2002 г.)
- Медаль «В память 300-летия Санкт-Петербурга» (2003)[42]
- Орден «Золотая звезда за верность России» (2006 г.)
- Высшая общественная награда России — орден Святого князя Александра Невского I степени с лентой (2006 г.)
- Орден Дружбы (26 декабря 2009 года) — за большой вклад в развитие духовной культуры и укрепление дружбы между народами[43]. Награждение состоялось 6 мая 2010 года в Кремле.
- Орден святого благоверного князя Даниила Московского II степени (РПЦ, 28 декабря 2009) — во внимание к усердным архипастырским трудам и в связи с 50-летием со дня рождения[44]
- Медаль «За заслуги перед Отечеством» II степени (16 июня 2010 года, Армения) — за многолетнюю и плодотворную национальную духовную, просветительскую и культурную деятельность, а также по случаю 300-летия образования армянской общины Санкт-Петербурга[45].
- 2 сентября 2011 г. награждён президентом непризнанной Нагорно-Карабахской Республики Бако Саакяном орденом Месропа Маштоца за выдающиеся достижения, способствующие развитию и процветанию национальной жизнедеятельности[46].
- Орден Почёта (28 октября 2019 года) — за большой вклад в развитие духовных и культурных связей, активную просветительскую деятельность[47].
- Орден Александра Невского (25 марта 2025 года) — за большой вклад в обеспечение деятельности Совета по взаимодействию с религиозными объединениями при Президенте Российской Федерации[48].
- «Серебряный крест» Союза армян России — за большой вклад в укрепление армянской церкви и российской армянской общины, межконфессионального мира и согласия и упрочение братских отношений между Армянской Апостольской Церковью и Русской Православной Церковью[49].